# Cristian Orosa
Cristian Orosa Lodeiro (Andorra la Vieja 12 de diciembre de 1990) conocido deportivamente como Cristian Orosa es un futbolista andorrano español que juega como Defensa central. Actualmente forma parte de la FC Santa Coloma de la Primera División de Andorra.

## Trayectoria deportiva
Durante su etapa formativa y desde temprana Cristian se desarrolló futbolísticamente en diferentes clubes base de Andorra y Cataluña, pasando por las categorías inferiores del Fútbol Club Andorra hasta finalizar con el combinado U19 del Centre d'Esports Sabadell Futbol Club.
En 2009 entró en las filas de la Unió Esportiva Santa Coloma con 18 años para competir en la Primera División de Andorra formando parte del combinado andorrano durante las siguientes cuatro temporadas en las que disputó diferentes ediciones de la eliminatoria por el título de liga, la copa del país y debutando el 1 de julio de 2010 en la UEFA Europa League disputando la primera ronda ante el Fudbalski Klub Mogren Budva.
Para la temporada 2012/2013 ficha por el Club Deportivo Puerta Bonita compitiendo ese curso en la Tercera División de España proclamándose como campeón de grupo séptimo y posteriormente consiguiendo el ascenso a la Segunda División B de España.
En la campaña 2013/2014 firma por un curso en las filas del  Club Deportivo Castellón compitiendo en la categoría nacional de Tercera División de España (Grupo VI).
En el primer tramo del curso 2014/2015 se unió al combinado titular del A.O.T. Alimos F.C. para competir en la Football League, segunda categoría en Grecia en ese momento, para en el mercado de invierno pasar a formar parte del FC Lusitanos acabando como segundo clasificado de liga en Andorra.
Fue en la temporada 2015/2016 cuando regresa a la Unió Esportiva Santa Coloma de Primera División de Andorra donde permaneció por cinco temporadas en las que alcanzó los cien encuentros oficiales con el conjunto andorrano, consiguió de forma consecutiva dos títulos de campeón de Copa Constitució y disputó de nuevo encuentros de UEFA Europa League ante clubes como el Nogometni Klub Lokomotiva o Nogometni Klub Osijek de la Primera Liga de Croacia.
De cara a la temporada 2022/2023 firma contrato por una campaña en el FC Santa Coloma de la Primera División de Andorra debutando con estos en la primera jornada del campeonato en la victoria por 0-1 ante Unió Esportiva Engordany.

## Selección nacional
Fue internacional con las categorías inferiores de la Andorra desde 2006 hasta 2012. Comenzando por su ingresó en el Selección de fútbol sub-17 de Andorra con el que disputó cuatro encuentros oficiales. Con 17 años lo promovieron a la Selección de fútbol sub-19 de Andorra disputando un total de 6 encuentros, entre ellos el clasificatorio para el Campeonato Europeo de la UEFA Sub-19 2008. En 2009 con 18 años entró en las filas de la Selección de fútbol sub-21 de Andorra donde disputó 9 encuentros clasificatorios para la Eurocopa Sub-21 de 2011.

## Carrera deportiva

### Clubes
| Club              | País    | Año               |
| ----------------- | ------- | ----------------- |
| C.E. Sabadell U19 | España  | 2007 - 2008       |
| UE Santa Coloma   | Andorra | 2009 - 2012       |
| CD Puerta Bonita  | España  | 2012 - 2013       |
| CD Castellón      | España  | 2013 - 2014       |
| AOT Alimos FC     | Grecia  | 2014 - 2015       |
| FC Lusitanos      | Andorra | 2015              |
| UE Santa Coloma   | Andorra | 2015 - 2021       |
| FC Santa Coloma   | Andorra | 2022 - Actualidad |

## Palmarés

### Títulos nacionales
| Título           | Club            | País    | Año  |
| ---------------- | --------------- | ------- | ---- |
| Copa Constitució | UE Santa Coloma | Andorra | 2016 |
| Copa Constitució | UE Santa Coloma | Andorra | 2017 |